# San Andrés Itzapa
San Andrés Itzapa è un comune del Guatemala facente parte del dipartimento di Chimaltenango.